# Yūbari (1923)
El Yūbari (夕張?) fue un crucero ligero japonés que participó en la segunda guerra sino-japonesa y en la Segunda Guerra Mundial.

## Origen
El alto mando japonés requería un nuevo concepto de cruceros ligeros que se alejase de los tradicionales cruceros exploradores y encargó al ingeniero naval Yuzuru Hiraga el buscar un diseño que marcara un cambio en este sentido.
Hiraga diseñó un crucero experimental de 3.800 t cuyo blindaje resultó muy ligero (33-45 mm), pero su fortaleza debería radicarse en la velocidad de ataque por torpedos y una rápida retirada, además debería tener el suficiente armamento y calado para poder apoyar los desembarcos de la infantería desde cerca de la costa.
El resultado fue el Yūbari, un crucero con un diseño de chimenea muy característico (más tarde sería empleado en la clase Mogami) y que gracias a sus 57.900 HP fue capaz de desarrollar 35,5 nudos durante las pruebas de la milla corrida. El exiguo blindaje con que fue dotado sería un factor negativo que influiría en su futuro.

## Historia
El Yūbari fue comisionado el 31 de julio de 1923 y participó en la segunda guerra sino-japonesa hasta 1933. En dichas acciones recibió daño y tuvo que ser reparado, aprovechando para agregársele algunas modificaciones adicionales. 
En 1937, prestó servicio en la evacuación de civiles japoneses en Cantón y Amoy al sur de China. Posteriormente estuvo en reserva en la base naval de Yokosuka desde 1938 hasta 1939.

## Batalla de la Isla Wake
En la entrada del Japón a la Segunda Guerra Mundial, Japón efectúa el ataque a Pearl Harbor, el 7 de diciembre de 1941. Al día siguiente de dicho ataque, el 8 de diciembre de 1941, el Yūbari como buque insignia al mando del vicealmirante Kajioka Sadamichi, con una flotilla de cruceros ligeros y unidades de desembarco se dirigieron al atolón de Wake para conquistarlo de las manos estadounidenses.
El 11 de diciembre de 1941, la fuerza de Kajioka cañoneó las defensas de la isla; sin embargo, sus defensores presentaron una fuerte resistencia y consiguieron frustrar las intenciones de desembarco japonés al hundir dos destructores de cobertura, el Hayate y Kisaragi. Además también resultaron seriamente dañados el mismo Yūbari y el destructor Oite. Kajioka postergó la misión retirándose a Kwajalein.

## Campaña del Pacífico y hundimiento
Diez días después se unió al resto de la fuerza de combate que había participado en Pearl Harbor, y se dirigieron a Wake. Los defensores nuevamente presentaron una fuerte resistencia y consiguieron nuevamente retrasar el desembarco. 
El 23 de diciembre de 1941, los marines americanos se rindieron al ser bombardeados y efectivamente ablandados por aviones del Hiryu y Soryu que regresaban desde las islas Hawái.
El 10 de marzo de 1942, durante una patrulla cerca del golfo de Huon, el Yūbari es atacado por aviones del USS Yorktown (CV-5) sin causarle daños serios, los cuales fueron reparados en Truk.
Posteriormente, el 8 de agosto de 1942, el Yūbari participó en la batalla de Guadalcanal, en uno de los encuentros en la isla de Savo no recibió impacto alguno.
En febrero de 1943, es colocado en grada para reparaciones y se le instala un detector de ondas de radar tipo 27.
El 27 de abril de 1944, es alcanzado por torpedos del USS Bluegill (SS-242) cerca de Palaos. Su tripulación realiza ingentes esfuerzos para mantenerlo a flote en espera de remolque; sin embargo, los daños son graves y no pueden ser contenidos a pesar de los esfuerzos y se hunde al día siguiente.